# سم جانستون
ساموئل لوک "سم" جانستون (به انگلیسی: Samuel Luke "Sam" Johnstone) (زاده ۲۵ مارس ۱۹۹۳) بازیکن فوتبال اهل انگلستان است که برای باشگاه ولورهمپتون بازی می‌کند.

## زندگی حرفه‌ای
جانستون در سال ۲۰۱۰–۲۰۱۱ به آکادمی باشگاه فوتبال منچستر یونایتد پیوست.